# 普吕蒙
普吕蒙（法語：Plumont，法語發音：[plymɔ̃]）是法国汝拉省的一个市镇，属于多勒区。

## 地理
普吕蒙（47°7'28"N, 5°42'44"E）面积12.1 平方千米，位于法国勃艮第-弗朗什-孔泰大區汝拉省，该省份为法国东部内陆省份，北起上索恩省，西北接科多尔省，西临索恩-卢瓦尔省，南至安省，东与杜省和瑞士接壤。
与普吕蒙接壤的市镇（或旧市镇、城区）包括：卢河畔希塞、埃特勒皮涅、弗赖桑。

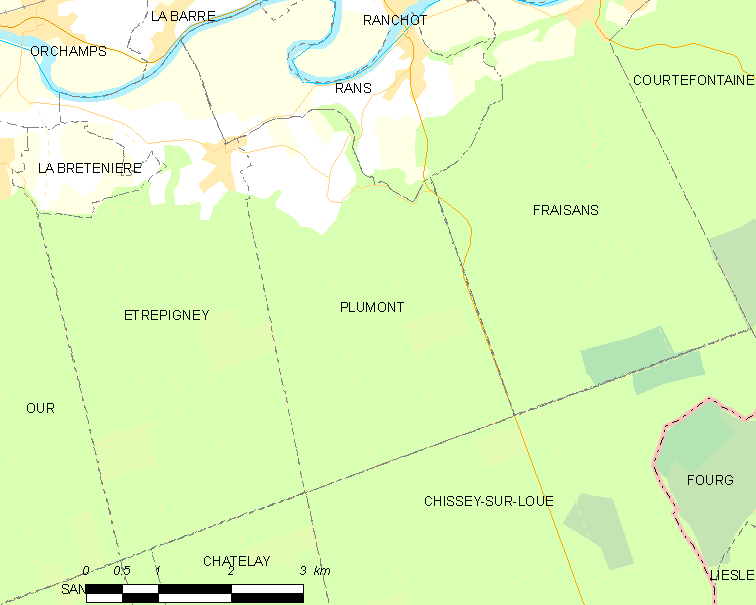
普吕蒙的OSM定位图

普吕蒙的时区为UTC+01:00、UTC+02:00（夏令时）。

## 行政
普吕蒙的邮政编码为39700，INSEE市镇编码为39430。

## 政治
普吕蒙所属的省级选区为蒙苏沃德雷县。

## 人口

1962-2008年间普吕蒙人口变化图示

普吕蒙于2022年1月1日时的人口数量为105人。